# Remedios Amaya
María Dolores Amaya Vega, conocida como Remedios Amaya (Sevilla, 1 de mayo de 1962), es una cantaora gitana española de flamenco.

## Biografía
Nacida en el barrio sevillano de Triana. Su vocación artística le vino por parte de su madre Josefa Vega Rincón, originaria de Badajoz. En casa cantaba su madre y su familia. Su padre es Antonio Amaya "El Indio", un bailaor de flamenco, su tío es el cantaor pacense Alejandro Vega. 
Comenzó a cantar a los once años en el tablao sevillano de Los Gallos. Allí era conocida como la "India chica" y conoció a personajes como Fernanda y Bernarda de Utrera, El Chocolate, Terremoto de Jerez, La Perla de Cádiz, La Niña de los Peines y Enrique Morente.[cita requerida] A los dieciséis años se trasladó a Madrid, donde actuó en La Venta del Gato y en Los Canasteros.
Editó su primer trabajo en 1978 bajo el título de Remedios Amaya y comenzó a actuar por pueblos y ciudades de Andalucía. Camarón de la Isla fue su referente musical y uno de sus principales apoyos. Es conocida como "La Camarona de Triana".

### Festival de Eurovisión 1983
En 1983 fue elegida para representar a España en el Festival de la Canción de Eurovisión, celebrado en Múnich (Alemania). La canción de raíz flamenca ¿Quién maneja mi barca?, compuesta por José Miguel Évoras e Isidro Muñoz e interpretada con una orquesta en directo, fue un completo fracaso, ya que no obtuvo ningún punto en las votaciones (al igual que la representación de Turquía). 
Fue la primera mujer gitana que acudió al festival. "Un dato crucial, ya que los medios harán continuas referencias a su identidad étnica para debatir en torno a la actitud del gobierno, atenta hacia los colectivos minoritarios" La repercusión mediática del resultado se acrecentó al actuar descalza y con un vestido que no era el confeccionado para la ocasión, por una coincidencia con la decoración del escenario.
Remedios declaró en TVE en 2004 estar orgullosa de su participación en el festival y en 2013 corroboró esto en la agencia EFE. 

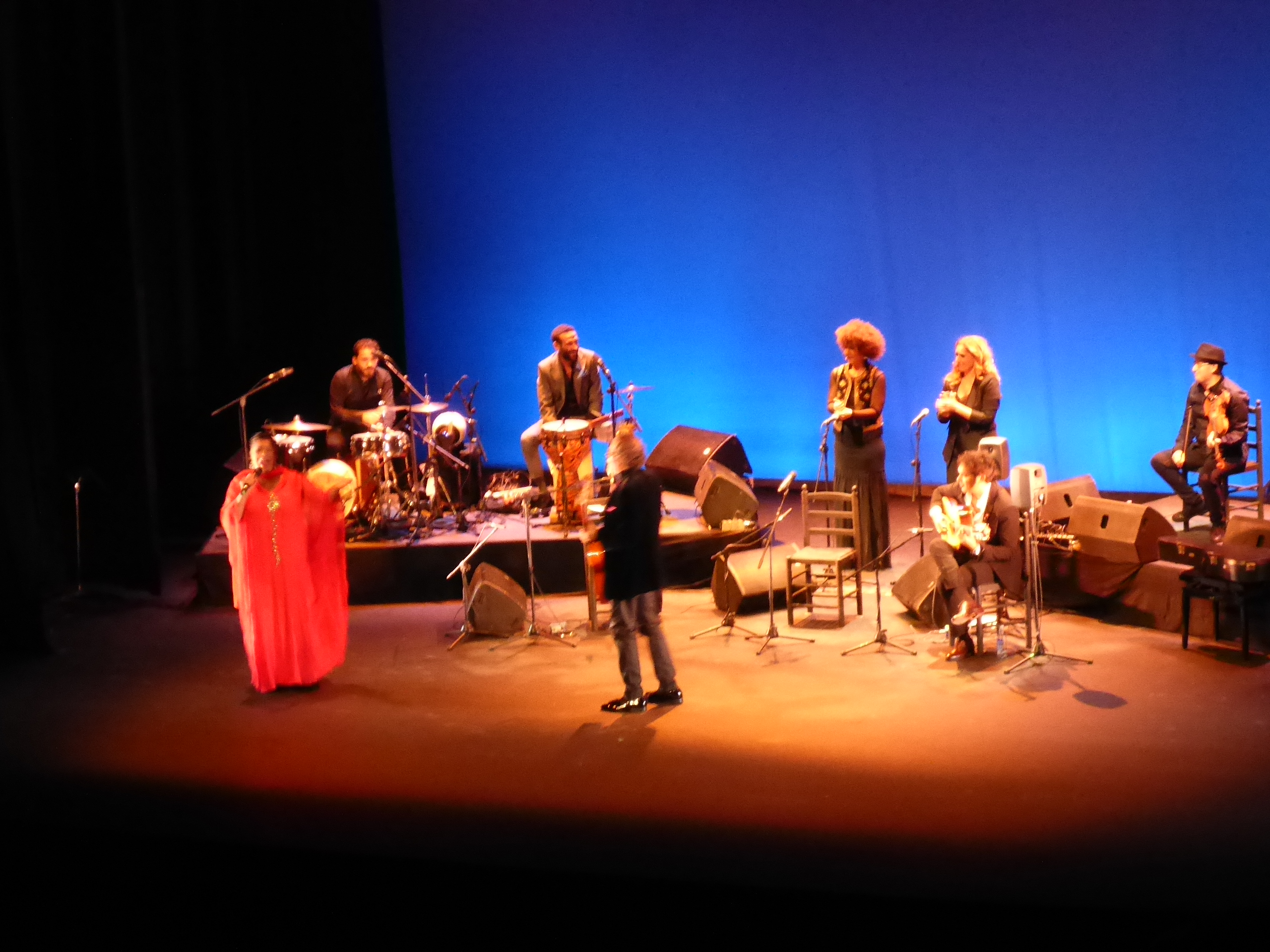
En concierto con Diego Carrasco

### Carrera artística posterior
Desde entonces se ha dedicado al cante flamenco, bulerías, rumba... Su voz ha tenido excelentes críticas musicales. 
Ha editado varios trabajos discográficos como Luna Nueva, Seda mi piel, Turai Turai en 1997 con el que vendió 150.000 copias, Me voy contigo, Soy Gitana o Sonsonete en 2002. En 2004 publicó el recopilatorio Grandes Éxitos. En 2014 publicó un nuevo álbum producido por Alejandro Sanz. 
En 2016, un cáncer de mama le obligó a abandonar momentáneamente los escenarios.
En 2017 colabora en el álbum "No marrecojo" de Diego Carrasco. El 27 de agosto de  2020 actuó en el balcón del Ayuntamiento de Pamplona, y al día siguiente en Palacio de Congresos y Auditorio de Navarra Baluarte, acompañando a Farruquito, dentro de los conciertos Flamenco On Fire.

## Premios
- Premio Radiolé de la emisora del Grupo Prisa a toda su trayectoria (2018).[6]

## Discografía

### Álbumes de estudio
- Remedios Amaya (Epic Records, 1978)
- Cantaron las estrellas (Epic Records, 1979)
- Luna nueva (CFE, 1983)
- Seda en mi piel (CFE, 1984)
- Me voy contigo (EMI, 1997) (con la guitarra de Vicente Amigo)
- Gitana soy (EMI, 2000)
- Sonsonete (EMI, 2002)
- Rompiendo el silencio (WMG, 2016)

### Recopilatorios
- Mis sueños azules (Sony Music, 2000)
- Luna gitana (Camden, 2001)
- Colección de grandes éxitos (EMI, 2003)

## Filmografía
- Latcho Drom (1993)
- Flamenco (1995)